# Kukačka srílanská
Kukačka srílanská (Centropus chlororhynchos) je druh kukačky, který se endemitně vyskytuje na Šrí Lance. Tento zranitelný druh je ohrožen pokračujícím úbytkem a degradací přirozených vlhkých lesů.

## Systematika
Druh formálně popsal anglický zoolog Edward Blyth v roce 1849. Jedná se o monotypický taxon.

## Výskyt
Kukačka srílanská je endemitem Šrí Lanky, kde se vyskytuje na jihozápadě ostrova v přirozených, neporušených vlhkých lesích s hustými bambusovými podrosty. Kulturní krajinu špatně snáší, což přispívá k poklesu její početnosti. Typicky se vyskytuje do 760 m n. m.

## Popis

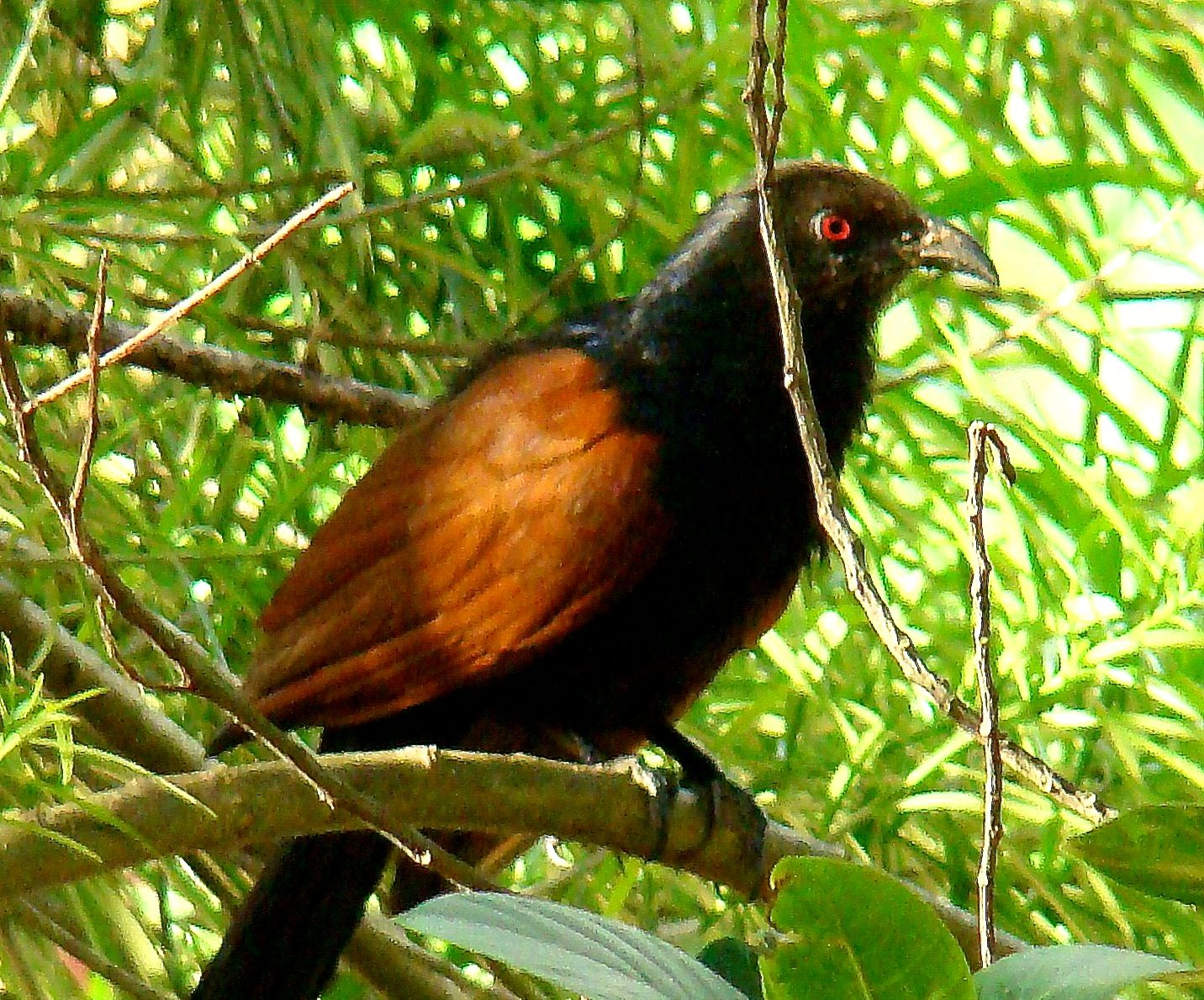
Kukačka srílanská

Kukačka srílanská dosahuje délky kolem 43–46 cm. Délka zobáku je kolem 39 mm, ocasu 237 mm. Duhovka je u samců červená až hnědá, u samic sněhově bílá, u nedospělých jedinců šedá. Zobák je u dospělců slonovinový či světle zelený, u kořene černý; u nedospělých jedinců je tmavě zelenavý. Nohy jsou černé, u nedospělců narůžovělé.
Samec i samice mají velmi podobné opeření. Hlava a tělo samce včetně širokého ocasu jsou černohnědé. Krátká křídla jsou zespoda černá a shora kaštanově hnědá. Nedospělí jedinci mají přes kaštanová křídla černé skvrny.

## Biologie
Jedná se o plachý, chabě létající druh, který se zdržuje v hustém lese nebo v jeho těsné blízkosti. Tuto kukačku lze zahlédnout hlavně časně z rána nebo po silném dešti, kdy vylétává na otevřenější plochy ve snaze nalézt potravu, kterou představují menší obratlovci jako jsou plazi, hadi nebo žáby, nepohrdne však ani většími bezobratlými jako jsou červi, můry nebo termiti a plži. Požírá i ovoce. Hlasově se projevuje hlubokým dvojslabičným hóp-óp, kdy první slabika je položena výše než druhá. Vydává též různé hluboké či kašlací zvuky nebo ospalé hmmm hmmm.

### Hnízdění
Zahnizďuje od ledna do července, možná i ještě později nebo dokonce po celý rok. Pár kukaček utváří teritoria, na kterých se zdržuje celoročně. Kopulovité hnízdo z rostlinného materiálu jako jsou větvičky a kořínky je vystláno čerstvými listy. Tvar jednoho z nalezených hnízd byl přirovnán k ragbyovému míči. Hnízdo bývá umístěno na stromě nebo v hustém houští. Samice klade 2–3 křídově zbarvených vajec o rozměrech 35×27 mm. Inkubace trvá kolem 17 dní, mláďata krmí oba rodiče. Ptáčata dosahují vzletnosti ve stáří kolem 15 dní.

## Ohrožení a početnost
Mezinárodní svaz ochrany přírody (IUCN) hodnotí kukačku srílanskou jako zranitelný druh. Na vině je hlavně pokračující úbytek vlhkých lesů, který způsobuje zánik, degradaci nebo fragmentaci přirozeného stanoviště druhu. V degradovaných stanovištích se vyskytuje příbuzná kukačka vraní (Centropus sinensis), jejíž konkurenční tlaky mohou přispívat k poklesu populace kukačky srílanské. Odhad velikosti populace kukačky srílanské se pohybuje kolem 3500–15 000 jedinců. Takto malá populace dokonce dělá z kukačky srílanské nejvzácnějšího srílanského endemitního ptáka.